# Hector
Pour les articles homonymes, voir Hector (homonymie).
Dans la mythologie grecque, Hector (en grec ancien Ἕκτωρ / Héktōr) est un héros troyen de la guerre de Troie. Fils du roi Priam et de la reine Hécube, il est tué par Achille qui veut venger la mort de Patrocle.

## Le mythe antique
Fils du roi Priam et d'Hécube, il est le frère de Pâris, de Cassandre et de Polydore, l'époux d'Andromaque et le père d'Astyanax. Son père Priam, incapable de combattre en raison de son âge, en fait le général en chef des Troyens. C'est le plus vaillant des guerriers présents lors de la guerre, à l'exception d'Achille. Il défait de nombreux héros grecs et en tue 24, chiffre parmi les records des guerriers (Achille tue 28 Troyens).
La mort de Cycnos fils de Poséidon permet aux Grecs de contenir un assaut troyen et de repousser de dix ans le destin final du chef troyen Hector qui tombe aussi sous le joug d'Achille.
Le Destin décrète que tant qu'il vivra, les murs de Troie ne tomberont pas. Après la mort du compagnon d'Achille, Patrocle, tué par Hector, le héros grec reprend les armes. Hector et Achille s'affrontent une première fois, celui-ci tue le frère d'Hector, Polydore, le Troyen lance alors sa javeline vers Achille, mais Athéna en détourne le coup ; quand Achille se rue vers Hector, Apollon intervient pour le cacher dans une nuée et ainsi s'opposer au grand Achille.
Avant le duel contre Achille, Homère chante dans son Iliade une scène émouvante, ayant lieu devant les portes Scées, où Andromaque accompagnée de son fils Astyanax fait des adieux pleins d'amour et de tristesse alors qu'Hector, conscient et porté par le poids du destin de Troie et des Troyens, s'apprête pour une sortie de laquelle il n'est pas revenu.

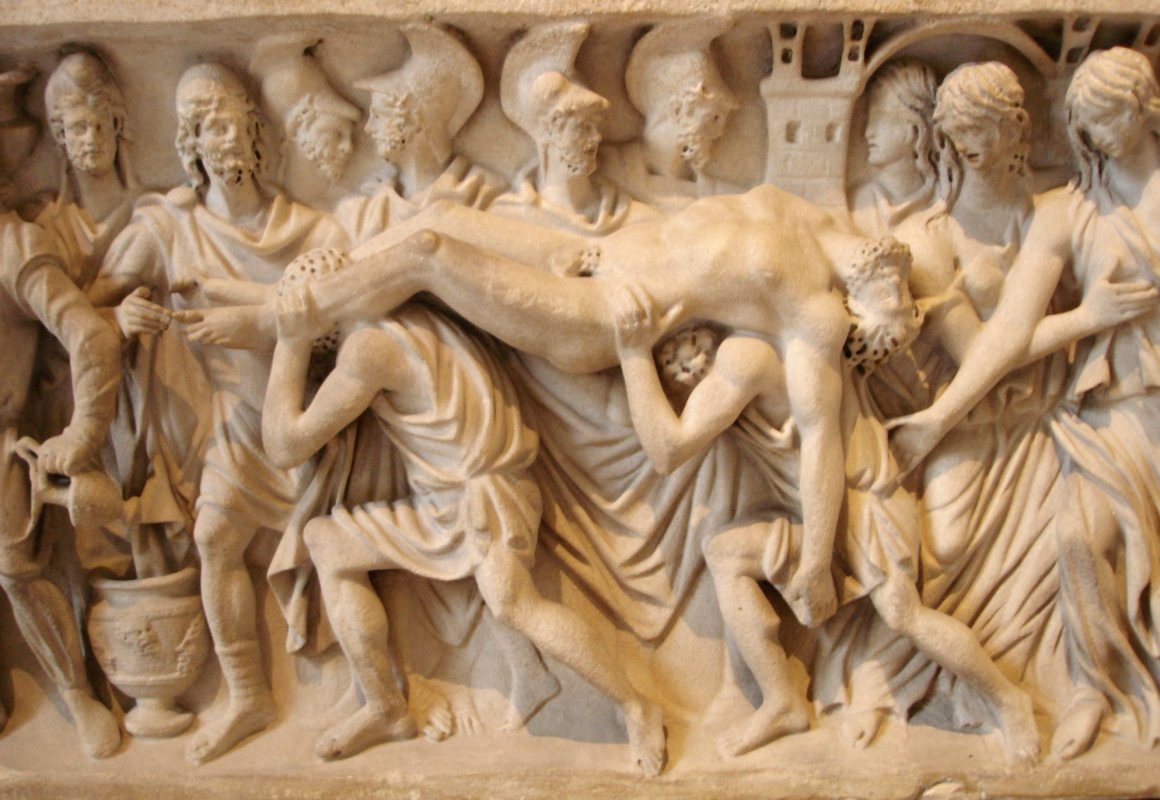
Corps d'Hector ramené à Troie, bas-relief d'un sarcophage romain, v. 180-200, musée du Louvre

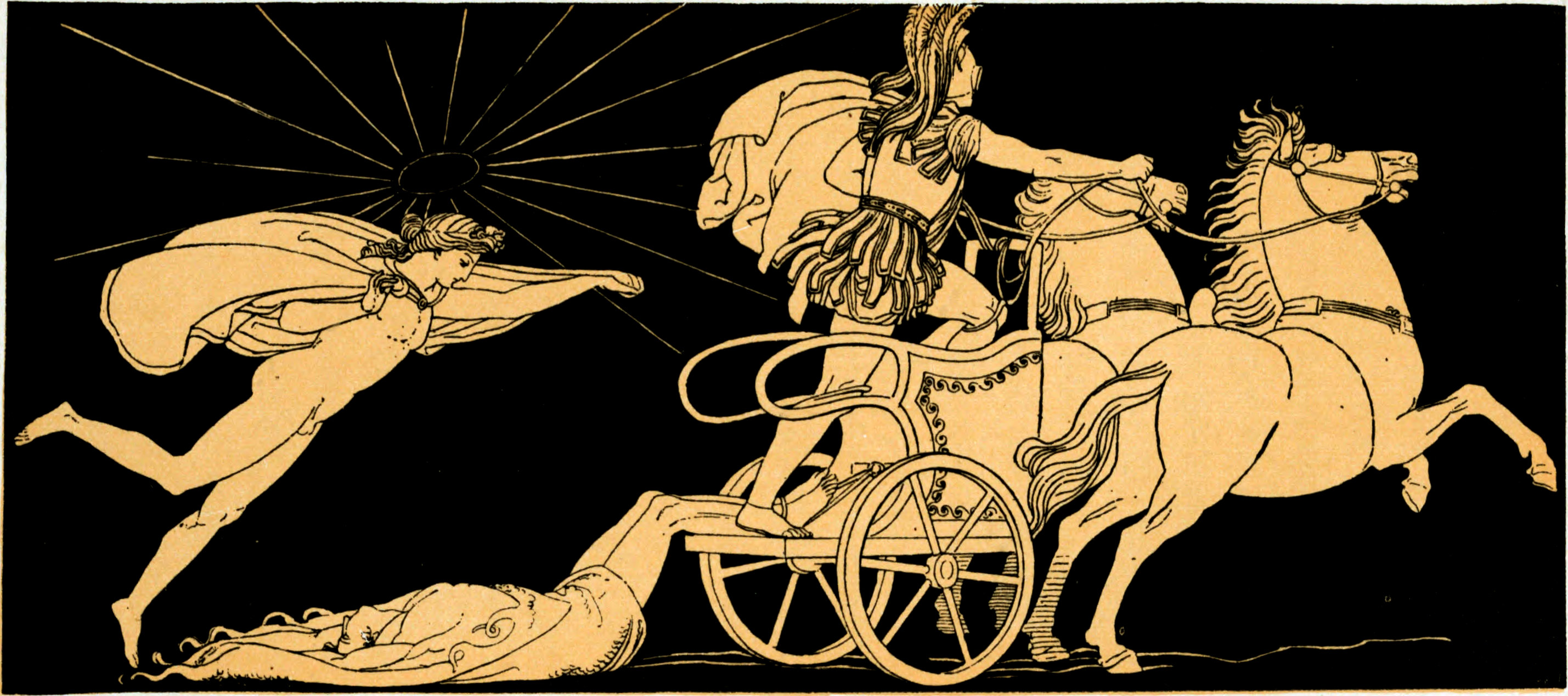
Achille traînant le cadavre d'Hector.

Malgré les admonestations de ses parents, Hector pris de panique tente de semer Achille autour de Troie mais est de nouveau entraîné au combat par Athéna ayant pris les traits de son frère préféré, Déiphobe. Au début du duel, apogée de l’Iliade, il demande au Péléide de respecter son cadavre, mais Achille refuse. Hector lui lance son épieu, sans succès, puis est lui-même atteint à la clavicule par la lance d'Achille. Son cadavre est attaché au char de son vainqueur, et traîné vers le camp grec, puis autour du tombeau de Patrocle. Selon Virgile, il est également traîné trois fois autour des murailles de Troie (le détail vient probablement du Cycle troyen).
Son père Priam doit venir supplier Achille dans le camp grec pour obtenir sa dépouille. Andromaque et Hécube viennent en pleurs embrasser la tête du corps sans vie de leur mari et fils. Hector est incinéré en grande pompe et ses cendres sont placées dans une urne d'or, enveloppée de pourpre, enterrée non loin des remparts. Le dernier vers de L'Iliade conclut ainsi :

« Ὣς οἵ γ’ ἀμφίεπον τάφον Ἕκτορος ἱπποδάμοιο.
C'est ainsi que fut honoré Hector aux bons chevaux. »

— (trad. Frédéric Mugler)
Prince modèle, fils obéissant, frère exemplaire, époux fidèle et attentionné pour sa femme Andromaque, père attentif pour leur fils Astyanax, d'une grande sagesse, Hector est souvent considéré comme le véritable héros de l'Iliade.
Dion de Pruse écrit dans son Xe Discours que c'est Hector qui tua Ajax.

## Après l'Antiquité

### Moyen Âge et Renaissance
Le personnage d'Hector reste très populaire jusqu'à la Renaissance à travers deux récits apocryphes de Darès de Phrygie et de Dictys de Crète. Le Moyen Âge lui rend hommage dans le Roman de Troie (1160-1170) de Benoît de Sainte-Maure, la Historia destructionis Troiæ écrit par Guido delle Colonne, Il Filostrato de Giovanni Boccaccio (Boccace), mais surtout dans les Vœux du paon (1312-1313) de Jacques de Longuyon, où il figure pour la première fois dans le groupe des Neuf Preux, motif qui connaîtra une vogue durable, notamment dans l'iconographie. C'est ainsi que l'on retrouve encore aujourd'hui Hector dans les jeux de cartes sous les traits du valet de carreaux. Idéal du chevalier courtois, c'est à lui que pense Christine de Pisan lorsqu'elle rédige l'Épistre de Othea déesse de prudence envoyée a l'esperit chevaleureux Hector de troye (1400-1401). Le texte se présente sous la forme d'une lettre que la Sagesse aurait composée à l'intention du jeune Hector, âgé de quinze ans, afin qu'il devienne le plus preux des preux.

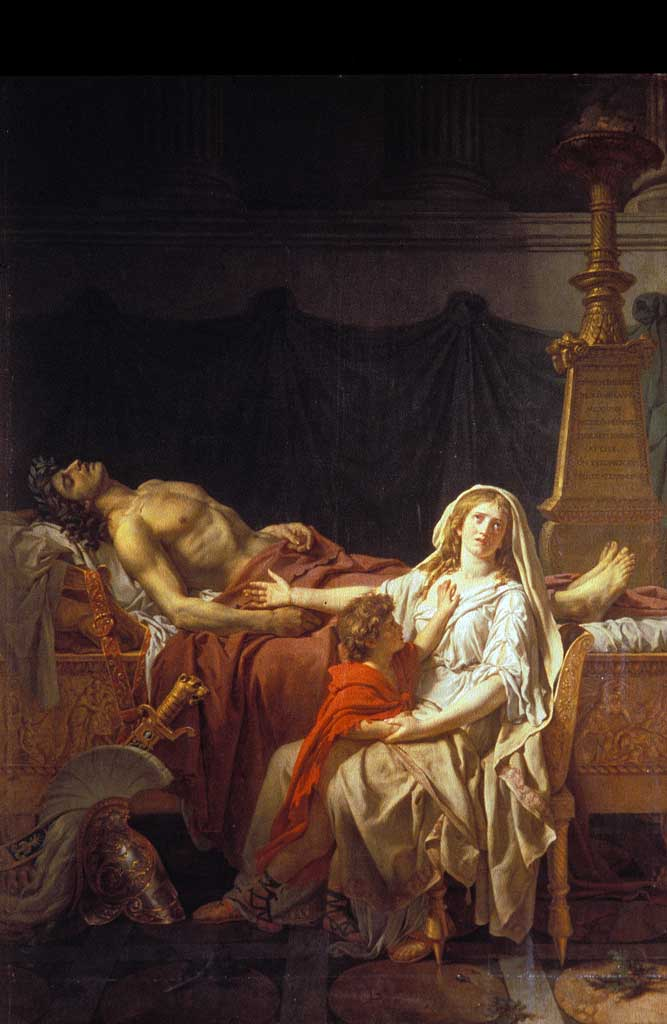
La Douleur d'Andromaque de Jacques-Louis David (1783), musée du Louvre

La popularité d'Hector inspire aux poètes le désir de poursuivre son histoire à travers celle de ses fils. Un Roman de Landomatha, dont le plus ancien manuscrit date probablement de 1335-1340, a pour héros Landomatha, fils d'Hector et d'Andromaque, conquérant de l'Asie. Au XVIe siècle, Jean Lemaire de Belges lui invente un fils, Francus, ancêtre fondateur des Francs qui, sauvé par Jupiter au moment de la chute de Troie, aurait fui vers l'ouest et fondé la ville de Paris en hommage à son oncle. Ronsard reprendra cette filiation fantaisiste dans la Franciade.

### Dans la peinture
Plusieurs épisodes de la vie d'Hector ont connu une grande popularité auprès des peintres, notamment celui des grands adieux d'Hector à Andromaque déjà évoqués au théâtre par Jean Racine (Andromaque), ou celui de la déploration d'Andromaque. C'est d'ailleurs grâce à son tableau La Douleur d'Andromaque que Jacques-Louis David est reçu à l'Académie.

### Cinéma
- Hector est incarné par Eric Bana dans le film Troie.

#### Sur le mythe antique d'Hector
- James Redfield, La Tragédie d'Hector : nature et culture dans "L'Iliade", traduction d'Angélique Lévi, préface de Jean-Pierre Vernant, Paris, Flammarion, DL1984 (édition originale : Nature and culture in the Iliad : the tragedy of Hector, Chicago, 1975).  (ISBN 2-082-10717-5)
- Jacqueline de Romilly, Hector, éd. de Fallois, Paris, 1997.

#### Sur la postérité d'Hector après l'Antiquité
- Sandrine Legrand, « Les Trois Fautes d’Hector », Questes, n°30, 2015, mis en ligne le 01 janvier 2015, consulté le 12 mars 2019. DOI 10.4000/questes.4257 [lire en ligne]